# NGC 1414
NGC 1414 (również PGC 13543) – galaktyka spiralna z poprzeczką (SBbc), znajdująca się w gwiazdozbiorze Erydanu. Została odkryta 19 listopada 1886 roku przez Francisa Leavenwortha. Galaktyka ta należy do gromady w Erydanie.